# Ахмад II аль-Мустаїн
Ахмад II ібн Юсуф ібн Худ аль-Мустаїн біллах (араб. المستعين بالله أحمد بن يوسف بن هود; д/н — 24 січня 1110) — 8-й емір Сарагоської тайфи в 1085—1110 роках. Відомий також як аль-Мустаїн II.

## Життєпис
Походив з династії Худидів. Син Юсуфа аль-Мутаміна, еміра Сарагоської тайфи. 1185 року після смерті батька успадкував трон. Невдовзі стикнувся з тиском з боку Арагону та Кастилії. 1186 року правитель Кастилії і Леону Альфонсо VI повалив Усмана, еміра Валенсії, поставивши замість нього васала Ях'ю аль-Кадіра. Невдовзі на бік останнього перейшов кастильський найманець Родріго Діас, що тривалий час служив попередньому еміру Сарагоси. Невдовзі арагонці стали просуватися в напрямку Уески.
Не маючи змоги протистояти християнським королям, Ахмад II підтримав звернення емірів Бадахосу, Севільї і Гранади до Юсуфа ібн Ташфіна, еміра Альморавідів, з закликом по допомогу. 1086 року Сарагосу було обложено війська Альфонсо VI, але невдовзі той був звернути свої сили проти Юсуфа ібн Ташфіна, який зрештою у битві біля Саграхасі завдав поразки християнам. Це зменшило загрозу для Сарагоської тайфи.
1090 року Ахмад II аль-Мустаїн розпочав наступ проти Ях'ї аль-Кадіра, еміра Валенсії. Втім останньому на допомогу прийшов Родріго Діас. 1092 року Санчо I. король Арагону, розпочав кампанію проти еміра Сарагоси. 1094 року в облогу ворог взяв важливе місто Уеска. 1095 року емір спрямував велике військо на допомогу обложеному місту, але новий арагонський король Педро I розбив його у битві при Алькорасі. 1096 року Уеску захопили арагонці.
1096 році Ахмад II знову звернувся до Альморавідів, але їх війська зазнали поразки від армії Педро I і Сіда, сеньйора Валенсії, у битвах біля Байрамі і Шатіва. Після смерті Сіда 1099 року сарагоські війська спробували захопити Валенсію, але невдало.
1100 року арагонський король знову перейшов у наступ, захопивши Дароку і фортецю Саріньяну, а також 1101 року намагався взяти Сарагосу, проте невдало. В підсумку Ахмад II аль-Мустаїн втратив усі землі на північ від річки Ебро. 1102 року Альморавіди зайняли Валенсію. Емір Сарагоси опинився між останніми, що на цей час ліквідували усі тайфи Аль-Андалуса і християнськими королівствами.
У 1105 році армія Арагону захопила Ехею і Таусте, 1107 року — Тамаріте-де-Літера і Естебан-дела-Літера. 1110 року Ахмад II аль-Мустаїн вирішив скористатися протистоянням арагонського короля Альфонсо I з дружиною Урракою, але зазнав нищівної поразки у битві при Вальтьерре, де загинув. Трон успадкував син Імад ад-Даула Абд аль-Малік.